# Prasad

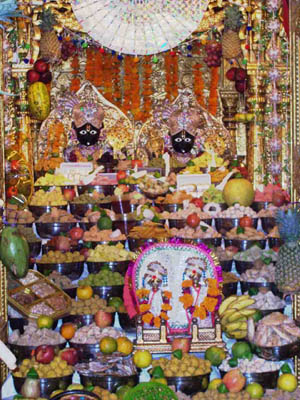
Schalen met prasad staan uitgestald voor twee cultusbeelden in de Swaminarayantempel in Ahmedabad (Gujarat).

Prasad (Sanskriet: prasāda) is in het hindoeïsme en sikhisme voedsel of drinken dat in een tempel wordt uitgedeeld aan gelovigen. Gewoonlijk wordt prasad eerst ritueel gewijd en aan de godheid die in de tempel wordt aanbeden aangeboden om daarna te worden uitgedeeld aan gelovigen ("bhakta's") die de god komen aanbidden ("puja"). Een deel van de prasad wordt verondersteld ritueel geconsumeerd te zijn door de godheid, waardoor het de goddelijke essentie is gaan bevatten. Door prasad te consumeren geloven hindoes en sikhs goddelijke zegening tot zich te nemen.